# Screwdriver
Lo Screwdriver (lett. cacciavite) è un cocktail a base di vodka e succo d'arancia, appartenente alla categoria dei long drinks. Ha fatto parte della lista della lista dei cocktail codificati dall'IBA dal 1986 al 2020.

## Storia
Secondo un articolo del Time, lo Screwdriver è nato agli inizi degli anni cinquanta in un bar del Park Hotel di New York. Lì agenti segreti turchi rifugiati dai Balcani e ingegneri americani erano soliti miscelare la vodka con succo d'arancia in lattina. Per mescolare i due ingredienti, non avendo strumenti più adatti, utilizzavano un cacciavite, da qui il nome del cocktail. Da esso deriva un altro ex drink ufficiale IBA e cioè il noto Harvey wallbanger. Entrambi sono stati estromessi dalla lista nel 2020.

## Ingredienti
- 5 cl (1 parte) vodka
- 10 cl (2 parti) succo d'arancia

## Preparazione
Mescolare la vodka e il succo d'arancia direttamente nel bicchiere e servire con una fetta d'arancia.